# Forty-Mile-Scrub-Nationalpark
Der Forty-Mile-Scrub-Nationalpark (engl.: Forty Mile Scrub National Park) ist ein Nationalpark im Nordosten des australischen Bundesstaates Queensland.

## Lage
Er liegt 1.342 Kilometer nordwestlich von Brisbane, 130 Kilometer südwestlich von Innisfail und 120 Kilometer östlich von Georgetown am Kennedy Highway.
In der Nachbarschaft liegen die Nationalparks Undara-Volcanic und Kinrara.

## Geländeformen
Der Nationalpark liegt auf dem vulkanischen McBride-Plateau. Dort entspringen The Lynd Creek, der Barwon Creek und der Cleanskin Creek, alles Nebenflüsse des Einasleigh River.

## Flora und Fauna
Die Hochfläche ist mit Trockenwald bewachsen und stellt einen der wenigen Plätze dar, wo man diese ehedem in der Region weit verbreitete Vegetationsform noch finden kann. Dort finden sich Flaschenbäume, Zedrachbäume, Feigenbäume und Johannisbrotbäume.
Während Koalas nur zeitweise in diesem Park leben, kann man Possums, Skinke, Schmetterlinge und viele Vogelarten das ganze Jahr über dort antreffen. Ebenso ist die Australische Großschabe (Macropanesthia rhinoceros), die weltweit größte Kakerlakenart, hier heimisch. Sie erreicht mit einer Länge von 8 Zentimetern und einem Gewicht von 20 bis 30 Gramm die Größe einer Maus.
Der Four-barred Swordtail (Protographium leosthenes) ist einer der interessantesten Schmetterlinge die besonders leicht im  Forty-Mile-Scrub-Nationalpark beobachtet werden können. Der ist mittelgroß und hat weiße Flügel mit vier braun-schwarzen Bändern und verschiedenen blauen und gelben Punkten. Zwar lebt der ausgewachsene Schmetterling nur zwei bis drei Wochen, aber er kann im Puppenstadium mehrere Jahre überleben.

## Zufahrt und Einrichtungen
Der Nationalpark befindet sich in der Nähe der Einmündung der Gulf Developmental Road in den Kennedy Highway. Am einfachsten ist er daher von Nordosten, aus Richtung Cairns, zu erreichen. Aber auch von Westen her, aus Richtung Normanton, ist eine Zufahrt mit Straßenfahrzeugen möglich. Lediglich die Kennedy Developmental Road, die von Süden her die Verbindung von Hughenden herstellt, ist teilweise unbefestigt.
Zelten im Park ist nicht gestattet. Es gibt einen kurzen Rundwanderweg und Picknickeinrichtungen.